# Premi Goya 2013
La cerimonia di premiazione della 27ª edizione dei Premi Goya si è svolta il 17 febbraio 2013 al Centro de Convenciones y Congresos Príncipe Felipe di Madrid.
Le candidature sono state rese note l'8 gennaio 2013.
Il film trionfatore è stato Blancanieves, diretto da Pablo Berger, vincitore di dieci riconoscimenti su diciotto candidature, compreso quello per miglior film.

## Vincitori e candidati
I vincitori sono indicati in grassetto, a seguire gli altri candidati.

### Miglior film
- Blancanieves, regia di Pablo Berger
- El artista y la modelo, regia di Fernando Trueba
- Grupo 7, regia di Alberto Rodríguez Librero
- The Impossible (Lo imposible), regia di Juan Antonio Bayona

### Miglior regista
- Juan Antonio Bayona - The Impossible (Lo imposible)
- Pablo Berger - Blancanieves
- Fernando Trueba - El artista y la modelo
- Alberto Rodríguez Librero - Grupo 7

### Miglior attore protagonista
- José Sacristán - El muerto y ser feliz
- Daniel Giménez Cacho - Blancanieves
- Jean Rochefort - El artista y la modelo
- Antonio de la Torre - Grupo 7

### Miglior attrice protagonista
- Maribel Verdú - Blancanieves
- Aida Folch - El artista y la modelo
- Naomi Watts - The Impossible (Lo imposible)
- Penélope Cruz - Venuto al mondo

### Miglior attore non protagonista
- Julián Villagrán - Grupo 7
- Josep Maria Pou - Blancanieves
- Antonio de la Torre - Invasor
- Ewan McGregor - The Impossible (Lo imposible)

### Migliore attrice non protagonista
- Candela Peña - Una pistola en cada mano
- Ángela Molina - Blancanieves
- María León - Carmina o revienta
- Chus Lampreave - El artista y la modelo

### Miglior regista esordiente
- Enrique Gato - Le avventure di Taddeo l'esploratore (Las aventuras de Tadeo Jones)
- Paco León - Carmina o revienta
- Oriol Paulo - El cuerpo
- Isabel de Ocampo - Evelyn

### Miglior attore rivelazione
- Joaquín Núñez - Grupo 7
- Emilio Gavira - Blancanieves
- Àlex Monner - Els nens salvatges
- Tom Holland - The Impossible (Lo imposible)

### Migliore attrice rivelazione
- Macarena García - Blancanieves
- Carmina Barrios - Carmina o revienta
- Cati Solivellas - Els nens salvatges
- Estefanía de los Santos - Grupo 7

### Miglior sceneggiatura originale
- Pablo Berger - Blancanieves
- Fernando Trueba e Jean-Claude Carrière - El artista y la modelo
- Rafael Cobos López e Alberto Rodríguez Librero - Grupo 7
- Sergio G. Sánchez e María Belón - The Impossible (Lo imposible)

### Miglior sceneggiatura non originale
- Javier Barreira, Gorka Magallón, Ignacio del Moral, Jordi Gasull e Neil Landau - Le avventure di Taddeo l'esploratore (Las aventuras de Tadeo Jones)
- Jorge Guerricaechevarría e Sergio G. Sánchez - Fin
- Javier Gullón e Jorge Arenillas - Invasor
- Ramón Salazar Hoogers - Tengo ganas de ti
- Manuel Rivas - Todo es silencio

### Miglior produzione
- Sandra Hermida Muñiz - The Impossible (Lo imposible)
- Josep Amorós - Blancanieves
- Angélica Huete - El artista y la modelo
- Manuela Ocón - Grupo 7

### Miglior fotografia
- Kiko de la Rica - Blancanieves
- Daniel Vilar - El artista y la modelo
- Álex Catalán - Grupo 7
- Óscar Faura - The Impossible (Lo imposible)

### Miglior montaggio
- Elena Ruiz e Bernat Villaplana - The Impossible (Lo imposible)
- Fernando Franco - Blancanieves
- Marta Velasco - El artista y la modelo
- José M. G. Moyano - Grupo 7
- David Pinillos e Antonio Frutos - Invasor

### Miglior colonna sonora
- Alfonso de Villalonga - Blancanieves
- Julio de la Rosa - Grupo 7
- Álex Martínez e Zacarías M. de la Riva - Le avventure di Taddeo l'esploratore (Las aventuras de Tadeo Jones)
- Fernando Velázquez - The Impossible (Lo imposible)

### Miglior canzone
- No te puedo encontrar di Pablo Berger e Juan Gómez - Blancanieves
- Líneas paralelas di Víctor M. Peinado, Pablo Cervantes Gutiérrez e Pablo José Fernández Brenes - Els nens salvatges
- L'as tu vue? di Alfonso Albacete e Juan Bardem Aguado - La Bande à Picasso
- Te voy a esperar di Juan Magán - Le avventure di Taddeo l'esploratore (Las aventuras de Tadeo Jones)

### Miglior scenografia
- Alain Bainée - Blancanieves
- Pilar Revuelta - El artista y la modelo
- Pepe Domínguez del Olmo - Grupo 7
- Eugenio Caballero - The Impossible (Lo imposible)

### Migliori costumi
- Paco Delgado - Blancanieves
- Lala Huete - El artista y la modelo
- Fernando García - Grupo 7
- Vicente Ruiz - La Bande à Picasso

### Miglior trucco e/o acconciatura
- Sylvie Imbert e Fermín Galán - Blancanieves
- Sylvie Imbert e Noé Montes - El artista y la modelo
- Yolanda Piña - Grupo 7
- Alessandro Bertolazzi, David Martí e Montse Ribé - The Impossible (Lo imposible)

### Miglior sonoro
- Peter Glossop, Marc Orts e Oriol Tarragó - The Impossible (Lo imposible)
- Pierre Gamet, Nacho Royo-Villanova ed Eduardo García Castro - El artista y la modelo
- Daniel de Zayas Ramírez, Nacho Royo-Villanova e Pelayo Gutiérrez- Grupo 7
- Sergio Burmann, Nicolás de Poulpiquet e James Muñoz - Invasor

### Migliori effetti speciali
- Pau Costa e Félix Bergés - The Impossible (Lo imposible)
- Reyes Abades e Ferrán Piquer - Blancanieves
- Pedro Moreno e Juan Ventura - Grupo 7
- Reyes Abades e Isidro Jiménez - Invasor

### Miglior film d'animazione
- Le avventure di Taddeo l'esploratore (Las aventuras de Tadeo Jones), regia di Enrique Gato
- El corazón del roble, regia di Ricardo Ramón e Ángel Izquierdo
- O Apóstolo, regia di Fernando Cortizo Rodríguez
- The Wish Fish, regia di Gorka Vázquez e Iván Oneka

### Miglior documentario
- Hijos de las nubes, la última colonia, regia di Álvaro Longoria
- Contra el tiempo, regia di José Manuel Serrano Cueto
- Los mundos sutiles, regia di Eduardo Chapero-Jackson
- Mapa, regia di León Siminiani

### Miglior film europeo
- Quasi amici - Intouchables (Intouchables), regia di Olivier Nakache ed Éric Toledano
- Un sapore di ruggine e ossa (De rouille et d'os), regia di Jacques Audiard
- Nella casa (Dans la maison), regia di François Ozon
- Shame, regia di Steve McQueen

### Miglior film straniero in lingua spagnola
- Juan de los muertos, regia di Alejandro Brugués
- 7 cajas regia di Juan Carlos Maneglia e Tana Schémbori
- Después de Lucía, regia di Michel Franco
- Infanzia clandestina, regia di Benjamín Ávila

### Miglior cortometraggio di finzione
- Aquel no era yo, regia di Esteban Crespo García
- La boda, regia di Marina Seresesky
- Ojos que no ven, regia di Natalia Mateo
- Voice Over, regia di Martin Rosete

### Miglior cortometraggio documentario
- Una historia para los Modlin, regia di Sergio Oksman
- El violinista de Auschwitz, regia di Carlos Hernando
- Las viudas de Ifni, regia di Pedro Palacios e Pacheco Iborra
- Un cineasta en La Codorniz, regia di Javier Rioyo

### Miglior cortometraggio d'animazione
- El vendedor de humo, regia di Jaime Maestro
- Alfred y Anna, regia di Juan Manuel Suárez García
- La mano de Nefertiti, regia di Guillermo García Carsí
- ¿Por qué desaparecieron los dinosaurios?, regia di María del Mar Delgado García ed Esaú Dharma Vílchez Corredor

### Premio Goya alla carriera
- Concha Velasco